# Pedro Fernández de Córdoba y Pacheco
Pedro Fernández de Córdoba y Pacheco (?, 1477-Olías del Rey, 24 de gener de 1517) va ser un noble castellà, VII senyor de l'Estat d'Aguilar. Fill d'Alfonso Fernández de Córdoba, VI senyor de Priego i d'Aguilar, i de Catalina Pacheco. El 1492 va ser salvat per Juan Zamorano durant la conquesta de Güéjar Sierra. Va esdevenir I marquès de Priego el 1501, títol atorgat pels Reis Catòlics. Segons Pascual Madoz, el marquès va exercir una espècie de principat a Còrdova, que sembla li donava dret a cometre grans atemptats, i va ser culpable de bona part de les turbulències succeïdes a l'època. Va ser enterrat al monestir de San Lorenzo de Montilla.
Va casar-se amb Elvira Enríquez de Luna. El matrimoni va tenir els següents fills:
- Catalina (1495-1569)
- María (1497-1560)
- Elvira (?-1539)
- Teresa (?-1575)
- Isabel (?-?)
- María (?-?)
- Ángela (?-?)
- Juana (?-?)